# ギガスラッシュ
ギガスラッシュ!!は、吉本興業（東京吉本）で活動していたお笑いコンビ。ともに大阪府出身。東京NSC21期生。2016年4月結成。2017年1月6日解散。

## メンバー
マサルコ（2月11日 - ）
ボケ担当。立ち位置は向かって右。本名、生年非公表。血液型A型。
- ピンク色のタンクトップと、頭に巻いたタオルがトレードマーク。
- 吉本新喜劇の団員だった時期がある。
- 2018年、吉本坂46メンバー1期生に選抜された。
- 解散後は2019年1月28日にいるかパンチの外川玲生・ステファン哲の2人とトリオ「不思議なタンバリン!!」結成したが、同年10月に解散。
- 現在はピン芸人「マサルコ」として活動中。
- 2023年8月6日、自身の公式インスタグラム上で一般男性と結婚（事実婚）したことを発表した。

ヤマト（1990年9月18日（34歳）- ）
ツッコミ担当。立ち位置は向かって左。
- NSC入学前にスクールJCAへ通っており、当時の同期にはアンダーパーや土屋などが居る。
- 解散後は、2018年9月に元セラ山本の世良光治とコンビ「ぺんとはうす」を結成し、現在はボケを担当。
- 2021年2月19日、UberEATSの夜勤配達中に赤信号の交差点に走って突入しようとしている子供と遭遇し、救出していたことが報道された。

## 概要
ともにNSC東京21期生。在学中にコンビを結成し、養成所を首席卒業。神保町花月で主に活動。「ゲイとノンケのコンビ」を売りにしていた。
芸歴3年目以下の芸人を対象としたオーディションで選ばれた神保町花月の新ユニット「劇伸び筍！」（NSC講師でもある木村祐一が命名）にも参加していた。
2017年1月6日、ヤマトの公式Twitterにて解散を公表。

## 出演

### バラエティ
- めちゃ×2イケてるッ! （フジテレビ）
- ツギクルもん（フジテレビ）
- センニュウ★感（テレビ東京）
- 超ハマる!爆笑キャラパレード（フジテレビ）
- 前略、西東さん（中京テレビ）

## 作品

### シングル
吉本坂46
- やっとここまで（2018年12月26日、SRCL-11040） - EAN 4547366384796（「POP MONSTER」名義） ※マサルコのみ
- 現在地（2019年5月8日、SRCL-11152） - EAN 4547366399622（「スイートMONSTER」名義） ※マサルコのみ